# Mark Ruffalo
Mark Alan Ruffalo (Kenosha, 22 de novembro de 1967) é um ator, cineasta, produtor e roteirista norte-americano, mais conhecido pelo papel de Bruce Banner / Hulk no Universo Cinematográfico Marvel, além de outros filmes como Colateral com Tom Cruise e Jamie Foxx, Shutter Island com Leonardo DiCaprio,   You Can Count on Me, Eternal Sunshine of the Spotless Mind, Just Like Heaven, Zodiac, Now You See Me, Ensaio sobre a Cegueira e 13 Going on 30.
Foi indicado ao Oscar de melhor ator coadjuvante em 2011 pelo filme The Kids Are All Right; em 2015 pelo filme Foxcatcher; em 2016 pelo filme Spotlight e em 2024 pelo filme Poor Things.

## Biografia
De ascendência ítalo-franco-canadense, nasceu na cidade industrial de Kenosha, Wisconsin, é filho de Rose Marie, uma cabeleireira e estilista, e Frank Lawrence Ruffalo Jr, um pintor de casa. Seu pai é descendente de italianos, de Girifalco. Ele tem duas irmãs, Tania e Nicole, e um irmão, Scott, falecido em 8 de dezembro de 2008. Mudou-se com sua família para Virgínia Beach, onde viveu quase toda a sua adolescência. Ao entrar para a universidade, mudou-se para San Diego, Califórnia, onde estava a um passo de Los Angeles, também na Califórnia, onde teve aulas no Conservatório Stella Adler e foi co-fundador do Orpheus Theatre Company. Ruffalo passou por praticamente todas as funções: atuou, escreveu, e produziu inúmeras montagens.
Mesmo que seus trabalhos tivessem boas críticas, o ator ainda não conseguia despertar a atenção da indústria de televisão ou mesmo o cinema. Por isso, para bancar suas dívidas, ele teve de arrumar um outro emprego como bartender. Foram quase nove anos atrás de um balcão e, durante esse tempo, teve várias pequenas participações em produções sem expressão.
Mark estava prestes a desistir de tudo, quando foi procurado pelo autor de Teatro Kenneth Lonergan, e estreou na montagem "This Is Our Youth", na Off-Broadway. Fazendo o papel principal, ele recebeu inúmeros prêmios e uma luz se acendeu. Teve seu talento reconhecido pelo grande público apenas no ano de 2000, com o filme independente "Conta comigo" (You Can Count On Me), tendo como diretor Kenneth Lonergan, e tendo também Laura Linney no elenco. Desde então, Mark tem sido visto em produções mais grandiosas, mas sem deixar de lado o cinema independente, sua grande paixão. O ator também é reconhecido por sua trajetória teatral. Mais recentemente, já em 2006, foi indicado ao Tony Award por sua atuação em Awake and Sing (da autoria de Clifford Odets), que teve imenso sucesso na Broadway. Mark está no elenco do filme Os Vingadores como o super-herói Hulk/Bruce Banner que estreou nos Estados Unidos em 4 de Maio de 2012. E está contratado para dar vida ao herói em mais cinco filmes da Marvel.

## Tumor cerebral
Em 2002, Ruffalo foi diagnosticado com um tumor cerebral e submetido a cirurgia, o que resultou em um período de paralisia facial parcial, embora o tumor encontrado fosse benigno. Ele se recuperou totalmente da paralisia e regressou à boa saúde.
| “ | A experiência de chegar perto da morte mudou minha perspectiva sobre o trabalho. Eu não estava curtindo atuar, eu sentia como se não estivesse no controle da minha carreira. Não estava fazendo aquilo que me fazia sentir bem. Eu estava amargo, sentia que merecia mais, e não estava agradecido por todas as coisas que tinham me acontecido. Se você não se sente grato, aí é muito fácil ser um cretino. Depois que o tumor aconteceu, eu percebi que amo atuar, sempre amei, e posso nunca ter a chance de fazê-lo novamente. | ” |

## Envolvimento político
Em 4 de outubro de 2006, ele apareceu em notícias diárias no programa Democracy Now!, pronunciando-se contra a guerra no Iraque, as comissões militares, a tortura, bem como a administração Bush em geral.
Em 29 de setembro de 2014, Ruffalo retirou seu apoio a candidata para presidente do Brasil, Marina Silva devido às mudanças feitas pelo seu partido sobre o programa do governo a respeito da causa LGBT. O fato ocorreu após "tomar conhecimento" de que ela é contra o casamento gay e os direitos reprodutivos da mulher.

Twiter do Ator direcionado a incompatibilidade com as plataformas politicas da candidata Marina:
“Eu peço desculpas à campanha de Silva por não ter um conhecimento mais profundo das suas políticas e acabar criando essa inconveniência. Eu fiquei desapontado ao ver seu apoio ao casamento gay ser largado pelo seu partido no dia seguinte ao discurso dela. Eu peço que honrem meus pedidos em boa fé.”

## Filmografia

### Cinema
| Ano  | Título                                | Personagens                 |
| ---- | ------------------------------------- | --------------------------- |
| 1996 | The Last Big Thing                    |                             |
| 1996 | The Dentist                           | Steve Landers               |
| 1998 | Safe Men - Ladrões de cofre           | Frank                       |
| 1998 | Studio 54                             |                             |
| 1999 | Cavalgada com o Diabo                 | Alf Bowden                  |
| 2000 | Conte comigo                          | Terry                       |
| 2000 | Rebelde até o fim                     |                             |
| 2001 | A última fortaleza                    | Yates                       |
| 2001 | Life/Drawing                          |                             |
| 2002 | XX/XY                                 |                             |
| 2002 | Windtalkers                           | Pappas                      |
| 2003 | My Life Without Me                    | Lee                         |
| 2003 | View from the Top                     | Ted Stewart                 |
| 2003 | In the Cut                            | Detetive Giovanni A. Malloy |
| 2004 | We Don't Live Here Anymore            |                             |
| 2004 | Eternal Sunshine of the Spotless Mind | Stanley "Stan" Fick         |
| 2004 | 13 Going on 30                        | Matt Flamhaff               |
| 2004 | Colateral                             | Ray Fanning                 |
| 2005 | E Se Fosse Verdade                    | David Abbot                 |
| 2005 | Rumor Has It                          | Jeff Daly                   |
| 2006 | All the King's Men                    |                             |
| 2007 | Zodiac                                | Inspector Dave Toschi       |
| 2007 | Reservation Road                      | Dwight Arno                 |
| 2008 | The Brothers Bloom                    |                             |
| 2008 | Blindness                             | Médico                      |
| 2009 | Ilha do Medo                          | Chuck Aule                  |
| 2009 | Onde Vivem os Monstros                | Adrian (namorado de Connie) |
| 2010 | Sympathy for Delicious                |                             |
| 2010 | Uma Noite Fora de Série               | Brad Sullivan               |
| 2010 | Minhas Mães e Meu Pai                 | Paul Hartmann               |
| 2010 | O Enviado                             |                             |
| 2011 | Margaret                              | Maretti                     |
| 2012 | Os Vingadores                         | Bruce Banner / Hulk         |
| 2013 | Homem de Ferro 3                      | Bruce Banner / Hulk         |
| 2013 | Truque de Mestre                      | Dylan Rhodes                |
| 2013 | Thanks for Sharing                    | Adam                        |
| 2013 | Begin Again                           | Dan Mulligan                |
| 2014 | Foxcatcher                            | Dave Schultz                |
| 2014 | The Normal Heart                      | Ned Weeks                   |
| 2015 | Vingadores: Era de Ultron             | Bruce Banner / Hulk         |
| 2015 | Sentimentos que curam                 | Cameron Stuart              |
| 2015 | Spotlight                             | Michael Rezendes            |
| 2016 | Truque de Mestre 2                    | Dylan Rhodes                |
| 2017 | Thor: Ragnarök                        | Bruce Banner / Hulk         |
| 2018 | Vingadores: Guerra Infinita           | Bruce Banner / Hulk         |
| 2019 | Capitã Marvel                         | Bruce Banner / Hulk         |
| 2019 | Vingadores: Ultimato                  | Bruce Banner / Hulk         |
| 2019 | O Preço da Verdade                    | Robert Bilott               |
| 2022 | The Adam Project                      | Louis Reed                  |
| 2023 | Poor Things                           | Duncan Wedderburn           |
| 2025 | Mickey 17                             | Kenneth Marshall            |

## Principais prêmios e indicações

#### Oscar
| Ano  | Categoria               | Filme                  | Notas    |
| ---- | ----------------------- | ---------------------- | -------- |
| 2011 | Melhor Ator Coadjuvante | The Kids Are All Right | Indicado |
| 2015 | Melhor Ator Coadjuvante | Foxcatcher             | Indicado |
| 2016 | Melhor Ator Coadjuvante | Spotlight              | Indicado |
| 2024 | Melhor Ator Coadjuvante | Poor Things            | Indicado |

#### Emmy Awards
| Ano  | Categoria                                   | Filme                    | Notas    |
| ---- | ------------------------------------------- | ------------------------ | -------- |
| 2014 | Melhor Filme para Televisão (como produtor) | The Normal Heart         | Venceu   |
| 2014 | Melhor Ator em Minissérie ou Telefilme      | The Normal Heart         | Indicado |
| 2020 | Melhor Ator em Minissérie ou Telefilme      | I Know This Much is True | Venceu   |

#### Globo de Ouro
| Ano  | Categoria                                  | Trabalho                 | Notas    |
| ---- | ------------------------------------------ | ------------------------ | -------- |
| 2015 | Melhor Minissérie ou Telefilme             | The Normal Heart         | Indicado |
| 2015 | Melhor Ator em Minissérie ou Telefilme     | The Normal Heart         | Indicado |
| 2015 | Melhor Ator Coadjuvante em Cinema          | Foxcatcher               | Indicado |
| 2016 | Melhor Ator em Cinema - Comédia ou Musical | Infinitely Polar Bear    | Indicado |
| 2021 | Melhor Ator em Minissérie ou Telefilme     | I Know This Much Is True | Venceu   |
| 2024 | Melhor Ator Coadjuvante em Cinema          | Poor Things              | Indicado |

#### BAFTA
| Ano  | Categoria                         | Filme                  | Notas    |
| ---- | --------------------------------- | ---------------------- | -------- |
| 2011 | Melhor Ator Coadjuvante           | The Kids Are All Right | Indicado |
| 2015 | BAFTA Los Angeles Britannia Award | Honorário              | Venceu   |
| 2015 | Melhor Ator Coadjuvante           | Foxcatcher             | Indicado |
| 2016 | Melhor Ator Coadjuvante           | Spotlight              | Indicado |

#### SAG Awards
| Ano  | Categoria                              | Trabalho                 | Notas    |
| ---- | -------------------------------------- | ------------------------ | -------- |
| 2011 | Melhor Elenco em Cinema                | The Kids Are All Right   | Indicado |
| 2011 | Melhor Ator Coadjuvante                | The Kids Are All Right   | Indicado |
| 2015 | Melhor Ator Coadjuvante                | Foxcatcher               | Indicado |
| 2015 | Melhor Ator em Minissérie ou Telefilme | The Normal Heart         | Venceu   |
| 2016 | Melhor Elenco em Cinema                | Spotlight                | Venceu   |
| 2021 | Melhor Ator em Minissérie ou Telefilme | I Know This Much Is True | Venceu   |

#### Television Critics' Association Awards
| Ano  | Categoria                              | Indicação                | Notas    |
| ---- | -------------------------------------- | ------------------------ | -------- |
| 2020 | Melhor Performance Individual em Drama | I Know This Much is True | Indicado |